# Young Foolish Happy
Young Foolish Happy es el segundo álbum de estudio de la cantante británica Pixie Lott. El mismo estaba previsto para salir a la venta en Reino Unido el 7 de noviembre de 2011, pero se retrasó una semana por lo que salió el 14 de noviembre. El álbum debutó en la posición número 3 en Reino Unido vendiendo cerca de 90 000 copias en su primera semana, en los Estados Unidos debutó en la posición número 10 vendiendo 50 000 copias y en su segunda semana subió cinco puestos hasta la posición 5 vendiendo 30 000 copias más.

## Sencillos
- "All About Tonight" salió a la venta el 2 de septiembre de 2011 como el primer sencillo del álbum. Lott estrenó la canción en el BBC Radio 1's The Chris Moyles Show el 11 de julio de 2011. Debutó en el número 1 del UK Singles Chart vendiendo 88 000 copias en su primera semana, dándole a Pixie Lott su tercer número 1 en Reino Unido. También llegó al número 9 de la lista de ventas de Irlanda.

- "What Do You Take Me For?" con la colaboración del rapero Pusha T, salió a la venta el 6 de noviembre de 2011.Debutó en el número 10 del UK Singles Chart con 34.335 copias vendidas en su primera semana .El videoclip se estrenó el 6 de octubre.

- "Kiss the Stars" ha sido confirmado como tercer sencillo del álbum.Pixie Lott estrenó la canción en Capital FM el 5 de diciembre de 2011. Salió a la venta el 29 de enero de 2012. Debutó en el número ochenta y uno en la lista de singles del Reino Unido. A la semana siguiente la canción alcanzó el número 81 del UK Singles Chart, con ventas de 18,647 copias. En su tercera semana en la lista, se elevó al número 8 del UK Singles Chart, con venta de 26.983 copias y se convirtió en el quinto sencillo de Lott dentro de los top ten de UK. El videoclip se estrenó el 10 de enero de 2012 en su cuenta VEVO.

## Lista de canciones
| N.º | Título                                                           | Escritor(es)                                                            | Producer(s)                 | Duración |  |
| 1.  | «"Come Get It Now"»                                              |                                                                         |                             | 2:19     |  |
| 2.  | «"All About Tonight"»                                            | Pixie Lott, Tebey Ottoh, Brian Kidd, Tommy Lee James                    | Kidd                        | 3:05     |  |
| 3.  | «"What Do You Take Me For?"» (featuring Pusha T)                 | Lott, Anne Preven, Chris Merecer, Terence Thornton[                     | Rusko                       | 2:53     |  |
| 4.  | «"Nobody Does It Better"»                                        | Lott, Wayne Hector, Timothy Martin, Richard Stannard                    | Tim Powell                  | 3:32     |  |
| 5.  | «"Kiss The Stars"»                                               | Lott, Mads Hauge, Phil Thornalley                                       | Hauge, Thornalley           | 3:14     |  |
| 6.  | «"Stevie on the Radio"» (featuring Stevie Wonder)                | Marice Tabb, Adrian Gurvitz                                             |                             | 4:10     |  |
| 7.  | «"Everybody Hurts Sometimes"»                                    | Lott, James Bourne, Christopher Baran                                   | Jeberg, Cutfather           | 4:03     |  |
| 8.  | «"Dancing on My Own"» (featuring GD&TOP)                         | Lott, Toby Gad, Marty James                                             | Gad                         | 3:49     |  |
| 9.  | «"Love You To Death"»                                            |                                                                         |                             |          |  |
| 10. | «"Birthday"»                                                     | Lott, George Astasio, Jon Shave, Jason Pebworth, Ashton Foster, Michael | The Invisible Men, Stranger | 3:16     |  |
| 11. | «"Bright Lights (Good Life) Part II"» (featuring Tinchy Stryder) |                                                                         |                             | 4:03     |  |
| 12. | «"Perfect"»                                                      |                                                                         |                             | 3:05     |  |
| 13. | «"You Win"» (featuring John Legend)                              |                                                                         |                             |          |  |
| 14. | «"We Just Go On"»                                                |                                                                         |                             | 3:50     |  |

### Deluxe Edition
| N.º | Título                                          | Escritor(es)            | Producer(s)       | Duración |  |
| 15. | «"Till the Sun Comes Out"»                      | Lott, Bourne, Baran     |                   |          |  |
| 16. | «"The Thing I Love"»                            |                         |                   |          |  |
| 17. | «"I Throw My Hands Up"»                         |                         |                   |          |  |
| 18. | «"Black as Rain"»                               | Lott, Hauge, Thornalley | Hauge, Thornalley |          |  |
| 19. | «"Paper Planes"»                                |                         |                   |          |  |
| 20. | «"What Do You Take Me For?"» (Benji Boko Remix) |                         |                   |          |  |

## Posicionamiento
| Listas (2011)                   | Primeras posiciones |
| ------------------------------- | ------------------- |
| UK Albums Chart                 | 3                   |
| Billboard 200                   | 5                   |
| European Top 100 Albums         | 14                  |
| Nueva Zelanda Albums Chart      | 32                  |
| Belgian Albums Chart (Wallonia) | 43                  |
| Dutch Albums Chart              | 26                  |

| País        | Certificador | Certificación | Ventas   |
| ----------- | ------------ | ------------- | -------- |
| Reino Unido | BPI          | Platino       | +500 000 |